# 毛人凤

毛人凤（1898年1月5日—1956年12月11日），谱名善余，字齐五，浙江江山人，中華民國陸軍上將，軍統局局長。

## 情治工作

### 軍統局時代
早年入读复旦大学，后考入黃埔軍校第四期，不久因病休学。曾是戴笠的助手，在戴笠去世后，于1946年接任軍事委員會調查統計局（1947年改制為國防部保密局）局长，主要負責打擊中共的間諜組織。毛人鳳在1949年，中華民國政府遷臺前，與杨进兴、周养浩等人集中處決了一批中國共產黨黨員，其中包含杨虎城家眷及其未成年子女。

### 保密局時代
1949年中，中華民國政府移至臺灣省臺北市（今臺北市，1967年升格為直轄市），中華民國總統蔣中正續聘毛人鳳為保密局局長，毛是國民黨以“肅清匪諜”為目標而展開了行動，因此視為該政治活動的實際執行者之一。1952年接連發生「毛邦初事件」與「杜長城事件」，蔣經國對毛人鳳恨之入骨，杜长城與胡凌影等人被槍決。蔣經國開始改組情報系统，并建立现代谍报体制。
1955年夏，排除親美代蔣影響力的孫立人兵變案發作；5月25日，政工與憲兵先以匪諜罪誣陷並拘捕孫立人將軍舊部郭廷亮少校，經保密局連日嚴刑拷問無果；7月14日，特勤室主任毛惕園建請毛人鳯親審，至9月9日成功脅迫郭簽寫自白書頂罪，便以此證彙集資料，擴大處分孫立人等三百餘人，成為臺灣白色恐怖時期的重大政治迫害案件。

### 情報局時代
1955年保密局改組為不再肅諜與保安的情報局，隸屬國防部。毛人鳳仍為首任中華民國國防部情報局首任局長，官拜上將，基本上已無實權。

## 任內病逝
1956年12月11日情報局長任內因心臟病病逝。毛人鳳葬於今新北市汐止區昊天嶺，其墓園約百坪，稱為昊天。毛人鳳墓旁有“陸軍上將毛君人鳳墓表”，墓誌銘則為“忠勤永念”。該墓表與墓誌銘皆為時任監察院院長，知名書法家作品。現在墓已遷離原址。

## 影視形象
- 2009年《建國大業》由姜文飾演毛人鳳。
- 2021年《香山叶正红》由侯天来飾演毛人鳳。

## 後人
兒子毛渝南對父親情治工作並不十分瞭解，曾獲美國康奈爾大學材料冶金碩士、及麻省理工學院MBA學位。曾擔任美国ITT公司及阿爾卡特-朗訊台灣區負責人。1997年9月起轉赴大陸工作，擔任北電網絡中國公司總裁兼首席執行長官長駐北京。2006年8月9日任3COM大中國區企業發展業務執行副總裁，負責3COM在中國的合資公司——華為3Com的業務。后于2013年經惠普公司任命为新设立的惠普中国区董事长，统一负责惠普在中国的战略发展，直屬惠普公司总裁兼首席执行官梅格·惠特曼。